# Lucrezia Borgia
Lucrezia Borgia (tiếng Valencia: Lucrècia; 18 tháng 4, 1480 – 24 tháng 6, 1519) là một nữ quý tộc người Ý, được biết đến là con gái của Giáo hoàng Alexanđê VI và là em gái của Cesare Borgia, một chính trị gia nổi tiếng đương thời.
Vấn đề chính trị của gia đình bà trở thành chủ đề cho cuốn Quân vương của Niccolò Machiavelli, trong đó sự tàn nhẫn sâu xa đại diện cho một nhân tố thiết thực của chính trị kiểu Machiavelli. Gia đình bà đã sắp đặt các cuộc hôn nhân cho bà để đạt được địa vị chính trị, bao gồm với Giovanni Sforza (Lãnh chúa xứ Pesaro), Alfonso của Aragon (Công tước xứ Bisceglie), và Alfonso I d'Este (Công tước xứ Ferrara).
Vị thế của gia đình và các cuộc hôn nhân chính trị khiến Lucrezia Borgia được nhiều tác phẩm nghệ thuật, tiểu thuyết và phim ảnh miêu tả lại, với vai trò là một femme fatale.

## Đầu đời
Lucrezia sinh tại Subiaco, gần Roma, xuất thân trong gia tộc nhà Borgia, một gia đình có dòng máu Tây Ban Nha. Cô là con gái của Giáo hoàng Alexanđê VI và người tình của ông là Vannozza dei Cattanei. Khi còn nhỏ, Lucrezia Borgia được giao phó cho Adriana Orsini xứ Milan, một người bạn thân của cha cô dạy dỗ những phép tắc xã giao. Cô chủ yếu đi học tại học viện Pizzo de Merlo, ngay liền kề tòa dinh thự nơi cha cô sinh sống. Qua quá trình giáo dục, Lucrezia được học các tiếng Ý, tiếng Tây Ban Nha, tiếng Catalunya, tiếng Pháp, một chút tiếng Latinh và tiếng Hy Lạp. Cô cũng là người nổi tiếng thông thạo âm nhạc, thơ và diễn thuyết
Cô có các anh em là Cesare Borgia, Giovanni Borgia, và Gioffre Borgia.

## Hôn nhân

### Cuộc hôn nhân đầu tiên: Giovanni Sforza
Vào ngày 26 tháng 2 năm 1491, Lucrezia được gia đình đính ước với Cherubino Joan de Centelles - Lãnh chúa xứ Val d'Ayora. Tuy nhiên, hôn ước bị hủy bỏ chưa đầy hai tháng sau đó để gả Lucrezia cho Gaspare Aversa - Bá tước Procida vì cuộc hôn nhân này dự kiến sẽ mang lại nhiều lợi ích hơn. Khi Rodrigo Borgia nhậm chức Giáo hoàng Alexander VI, ông đã tìm mọi cách để liên minh với các gia đình vương tử có tiếng và những nhà quý tộc hùng mạnh nhất nước Ý. Cuối cùng, Giáo hoàng phá hủy hôn ước thứ hai với Gaspare Aversa và sắp xếp cho con gái mình kết hôn với Giovanni Sforza - Bá tước Catignola và cũng là một thành viên trong gia tộc Sforza lâu đời. Giovanni là con trai ngoài giá thú của Costanzo I Sforza với một người phụ nữ cũng là người trong dòng họ Sforza. Ông kết hôn với Lucrezia vào ngày 12 tháng 6 năm 1493 tại Rome.
Chẳng bao lâu, gia đình Borgia lại không còn cần đến Giovanni nữa. Giáo hoàng lại tham vọng và nhắm đến các liên minh chính trị mới, có lợi thế hơn ở thời điểm đó, vì vậy ông đã ra lệnh ám sát Giovanni một cách bí mật. Tuy nhiên, Lucrezia đã được anh trai Cesare thông báo về kế hoạch này, và cô đã yêu cầu Giovanni mau chóng chạy trốn khỏi Rome.
Không giết được Giovanni Sforza, Giáo hoàng Alexander VI yêu cầu chú của anh ta là Hồng y Ascanio Sforza, thuyết phục anh đồng ý hủy hôn với Lucrezia. Tuy nhiên anh kiên quyết từ chối và buộc tội Lucrezia có mối quan hệ loạn luân bí mật với anh trai cô.
Gia tộc Borgia sau đó đã đe dọa sẽ cắt đứt sự bảo vệ và ưu tiên của Giáo hoàng khỏi nhà Sforza nên Giovanni đành chấp nhận hủy bỏ hôn thú.

### Ngoại tình với Perotto
Có nhiều suy đoán được các nhà sử học đưa ra rằng trong quá trình hủy bỏ hôn thú kéo dài, Lucrezia đã ngoại tình với quan thị thần của cha mình là Pedro Calderon (biệt danh là Perotto). Biết được tin này, các gia tộc đối địch với nhà Borgia lợi dụng cơ hội đó để buộc tội cô mang chửa ngoài giá thú vì vào thời điểm đó cuộc hôn nhân với Giovanni Sforza vẫn chưa chính thức bị hủy bỏ trên giấy tờ. Trong thời gian chờ đợi các giấy tờ hủy hôn được kí kết, Lucrezia đã đi nghỉ dưỡng tại tu viện San Sisto vào tháng 6 năm 1497, và vào tháng 12 khi Giovanni Sforza đồng ý hủy hôn, cô trở về nhà. Chỉ hai tháng sau đó, người ta tìm thấy hai thi thể đang phân hủy của Pedro Calderon và hầu gái của anh ở Tiber. Tháng 3 năm 1498, đại sứ quán Ferrarese đã thông báo với tất cả mọi người rằng Lucrezia vừa sinh một đứa con không rõ cha là ai, tuy nhiên gia tộc Borgia đã phủ nhận thông tin này và một mực kiên quyết rằng cô chưa từng mang thai và sinh con. Đứa trẻ đó được đặt tên là Giovanni Borgia, nhưng nó lại được người ta biết đến với biệt danh "Đứa con của thành Rome".
Vào năm 1501, Giáo hoàng đã đưa ra tông sắc xác nhận rằng Giovanni Borgia là con riêng của Cesare với người tình cũ. Tên của Lucrezia cũng không được nhắc đến, và đến thời điểm hiện tại chưa có bằng chứng nào đủ để xác minh rằng liệu Lucrezia có phải là người đã sinh ra Giovanni Borgia hay không. Sau khi Giáo hoàng Alexander VI qua đời, Giovanni được đưa đến sinh sống trong dinh thự của Lucrezia với tư cách là em trai kết nghĩa.

### Cuộc hôn nhân thứ hai: Alfonso de Aragon
Sau khi hủy hôn với Sforza, Lucrezia đã kết hôn với Alfonso de Aragon, anh trai cùng cha khác mẹ với Sancha de Aragon - em dâu của cô. Cuộc hôn nhân diễn ra trong khoảng thời gian ngắn ngủi. 
Cặp đôi trẻ kết hôn vào năm 1498, và Lucrezia nhận được danh hiệu Nữ công tước của Bisceglie và Công chúa Salerno. Cô sau đó được bổ nhiệm làm thống đốc Spoleto vào năm 1499. Cùng năm này, Alfonso chạy trốn khỏi Rome không rõ nguyên do nhưng ngay sau đó cô đã cầu xin anh trở về với mình. Đầu năm 1500, khi vừa mới trở về Rome, anh đã bị ám sát và chết.
Có tin đồn được lan rộng rằng anh trai của cô, Cesare là người đã giết Alfonso, vì ở thời điểm đó Cesare đang liên minh với người Pháp chống lại phe của Alfonso. Lucrezia và Alfonso có một đứa con mang tên Rodrigo de Aragon, sinh năm 1499 nhưng đứa bé đã chết khi mới chỉ 12 tuổi.

### Cuộc hôn nhân thứ ba: Alfonso d'Este
Sau cái chết của người con rể thứ hai của gia tộc Borgia, Giáo hoàng Alexander VI đã sắp xếp cho con gái mình một cuộc hôn nhân thứ ba. Cô kết hôn với Alfonso d'Este - Công tước Ferrara vào đầu năm 1502 tại Ferrara. Cô đã sinh tổng cộng tám đứa con trong cuộc hôn nhân này. Cô được nhân dân trọng vọng và ca ngợi là một nữ công tước đáng kính và thành đạt, dũng cảm vượt lên trên những tai tiếng trước đây lẫn cái chết của cha mình.
Tuy nhiên, Alfonso và Lucrezia đều không chung thủy với nhau, họ đều có người tình riêng. Từ năm 1503, Lucrezia bắt đầu cặp kè với anh rể của mình (chồng của chị gái chồng cô), Francesco II Gonzaga - Hầu tước xứ Mantua. Vợ của Francesco là Isabella d'Este - chị gái ruột của Alfonso, là một người có học thức sâu rộng và thông minh; Lucrezia đã cố gắng kết bạn với Isabella nhưng đều bị cô tức giận và tuyệt ngôn. Chuyện tình giữa Francesco và Lucrezia thiên về ham muốn tình dục, khát vọng xác thịt nhiều hơn tình yêu. Điều đó được chứng tỏ trong những bức thư tình gây sốc mà cặp đôi này đã viết cho nhau. Cuộc tình kết thúc khi Francesco mắc bệnh giang mai và phải chấm dứt quan hệ tình dục với Lucrezia.
Lucrezia cũng có cuộc tình lén lút với nhà thơ Pietro Bembo trong cuộc hôn nhân thứ ba. Những bức thư tình của họ được nhà thơ Byron mệnh danh là "Những bức thư tình đẹp nhất thế giới" khi ông đọc chúng trong Thư viện Ambrosian của Milan vào năm 1816. Cùng dịp đó, Byron tuyên bố đã đánh cắp một lọn tóc của Lucrezia được lưu trữ như cổ vật bên trong thư viện, và ông đã ca ngợi đó là những lọn tóc "đẹp tuyệt trần thế gian".
Lucrezia đã có một cuộc giao lưu với sĩ quan Pháp nổi tiếng được mệnh danh là Chevalier Bayard vào năm 1510. Trong cuốn tiểu sử được viết lúc Chevalier Bayard còn sống, ông đã bày tỏ sự ngưỡng mộ với Lucrezia và ca ngợi cô là "Viên ngọc trai của Địa cầu".
Sau một thời gian dài mang thai và sảy thai nhiều lần, vào ngày 14 tháng 6 năm 1519, Lucrezia đã hạ sinh đứa con thứ mười của mình, đặt tên đứa bé là Isabella Maria để vinh danh chị gái của Alfonso là Isabella d'Este. Sinh ra đứa bé đã rất ốm yếu, và vì lo sợ rằng nó sẽ chết trước khi được rửa tội, Alfonso đã ra lệnh cho Isabella Maria được rửa tội ngay lập tức.
Sau khi sinh, sức khỏe Lucrezia xuống dốc nghiêm trọng. Sau khi tạm hồi phục trong hai ngày, cô lại mắc bạo bệnh và qua đời vào ngày 24 tháng 6 cùng năm, hưởng dương 39 tuổi. Thi thể Lucrezia được chôn cất trong tu viện Corpus Domini.

## Ngoại hình
Trong nhiều tài liệu cổ, Lucrezia được mô tả là sở hữu mái tóc vàng óng dài tới đầu gối, nước da trắng đẹp, đôi mắt màu hạt dẻ, bộ ngực đầy đặn, cao và duyên dáng một cách tự nhiên. Một mô tả khác cho biết cô có chiếc miệng khá lớn, hàm răng trắng sáng, cổ mảnh khảnh, và vòng ngực được cân đối đến hoàn hảo.

Mandell Creighton đã viết trong cuốn sách về tiểu sử Giáo hoàng Alexander VI rằng:
Lucrezia nổi tiếng nhờ vẻ đẹp và sự đáng yêu. Mái tóc cô vàng dài, khuôn mặt trẻ con và ngọt ngào, nét mặt dễ chịu và vô cùng duyên dáng, khiến bất cứ ai nhìn thấy cô lần đầu cũng phải xiêu lòng.

## Những thông tin lan truyền
Một số tin đồn đã tồn tại suốt nhiều thế kỷ, chủ yếu là về những bữa tiệc xa hoa và trụy lạc do nhà Borgia thường xuyên tổ chức. Nhiều người đương thời đã cáo buộc cô loạn luân với anh trai là Cesare, đầu độc và sát hại đối thủ của cha lẫn vài người tình của mình. Tuy nhiên đến nay, vẫn chưa có bất cứ bằng chứng nào đủ để xác thực những lời đồn này.
- Có tin đồn cho rằng thuốc độc mà Lucrezia dùng để đầu độc các đối thủ của gia tộc được giấu trong chiếc nhẫn lớn mà cô luôn đeo trên tay.
- Một bức tranh đầu thế kỷ 20 của Frank Cadogan Cowper treo trong phòng trưng bày nghệ thuật Tate Britain, vẽ lại khoảnh khắc Lucrezia thay thế cha cô - Giáo hoàng Alexander VI, tại một cuộc họp chính thức ở Vatican. Đây là sự kiện có thật.